# Haus Sindlingen
Das Haus Sindlingen ist ein Veranstaltungszentrum in Frankfurt am Main, im Stadtteil Sindlingen. Es wurde Anfang der 1960er Jahre im Stil des Brutalismus vom Frankfurter Architekten Günter Bock als Bürgerhaus des Stadtteils entworfen und steht an zentraler Stelle am Bahnhof Frankfurt-Sindlingen.
Heute zählt das Gebäude zu den wichtigsten und bedeutendsten Werken des Architekten. Bei der Grundsteinlegung 1961 war es eines der ersten Stadtteil-Bürgerhäuser in Deutschland. Es wurde als Kulturdenkmal unter Denkmalschutz gestellt.

## Geschichte
In den Jahren 1973 und 1974 erlangte das Gebäude deutschlandweite Bekanntheit, als dort einige Prozesse gegen Astrid Proll und weitere Terroristen der Rote Armee Fraktion stattfanden. Aus Sicherheitsgründen wurde das Bürgerhaus zur „Festung“, es wurde erst einige Monate nach Beendigung der Verhandlungen wieder für öffentliche Veranstaltungen freigegeben.
1979 wurde die 1. Bundesversammlung der SPV (Sonstige Politische Vereinigung) Die Grünen abgehalten. Anwesende Personen waren unter anderem Joseph Beuys und Petra Kelly. Ergebnis der Versammlung war der Gründungsbeschluss der Partei Die Grünen.
1981 wurde das Haus umfassend modernisiert. Dabei wurde der Beton mit der filigranen Holzstruktur teilweise abgetragen und die ursprünglich in Sichtbeton gestaltete Fassade mit Farbe gestrichen.

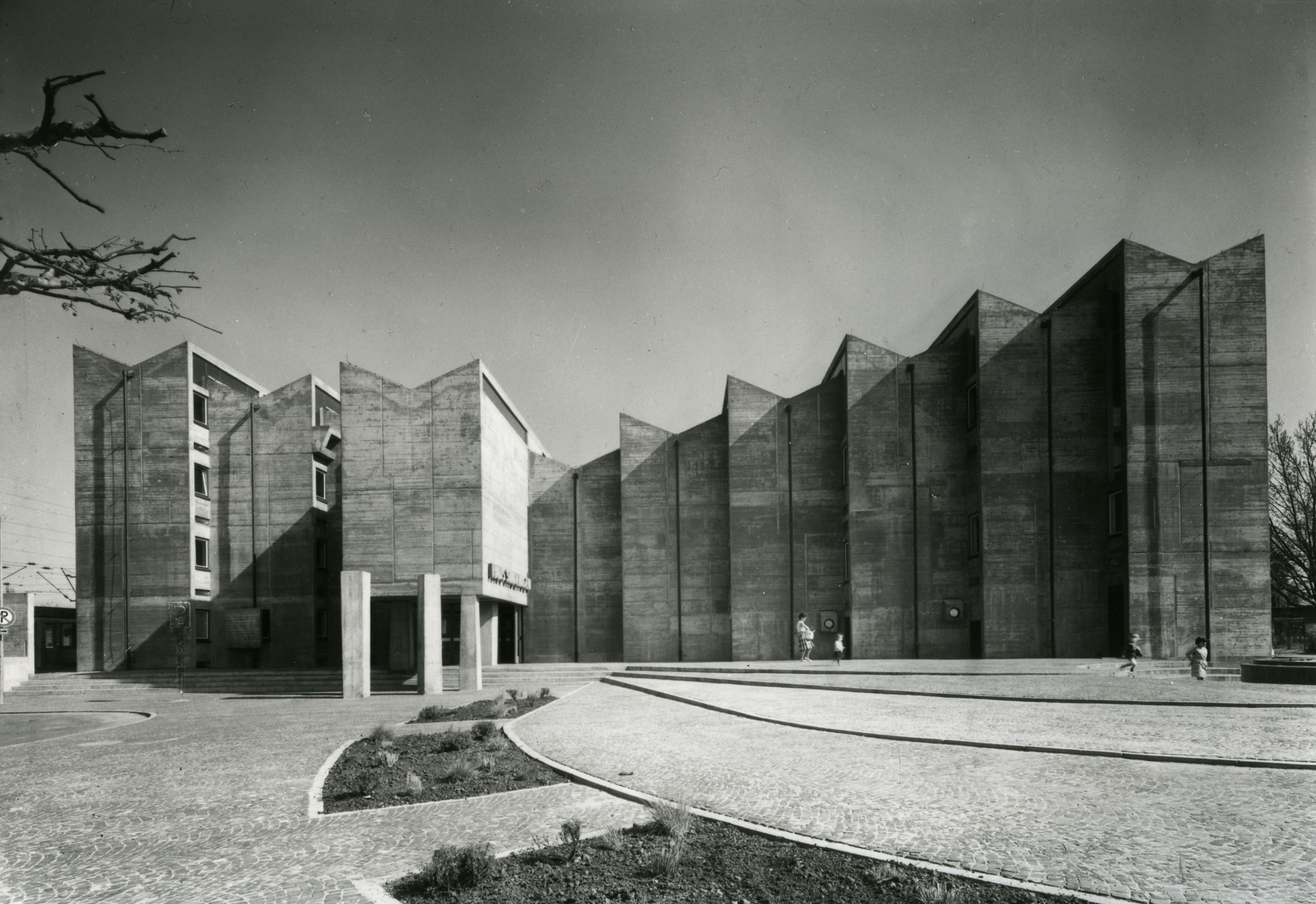
Haus Sindlingen, 1960er Jahre
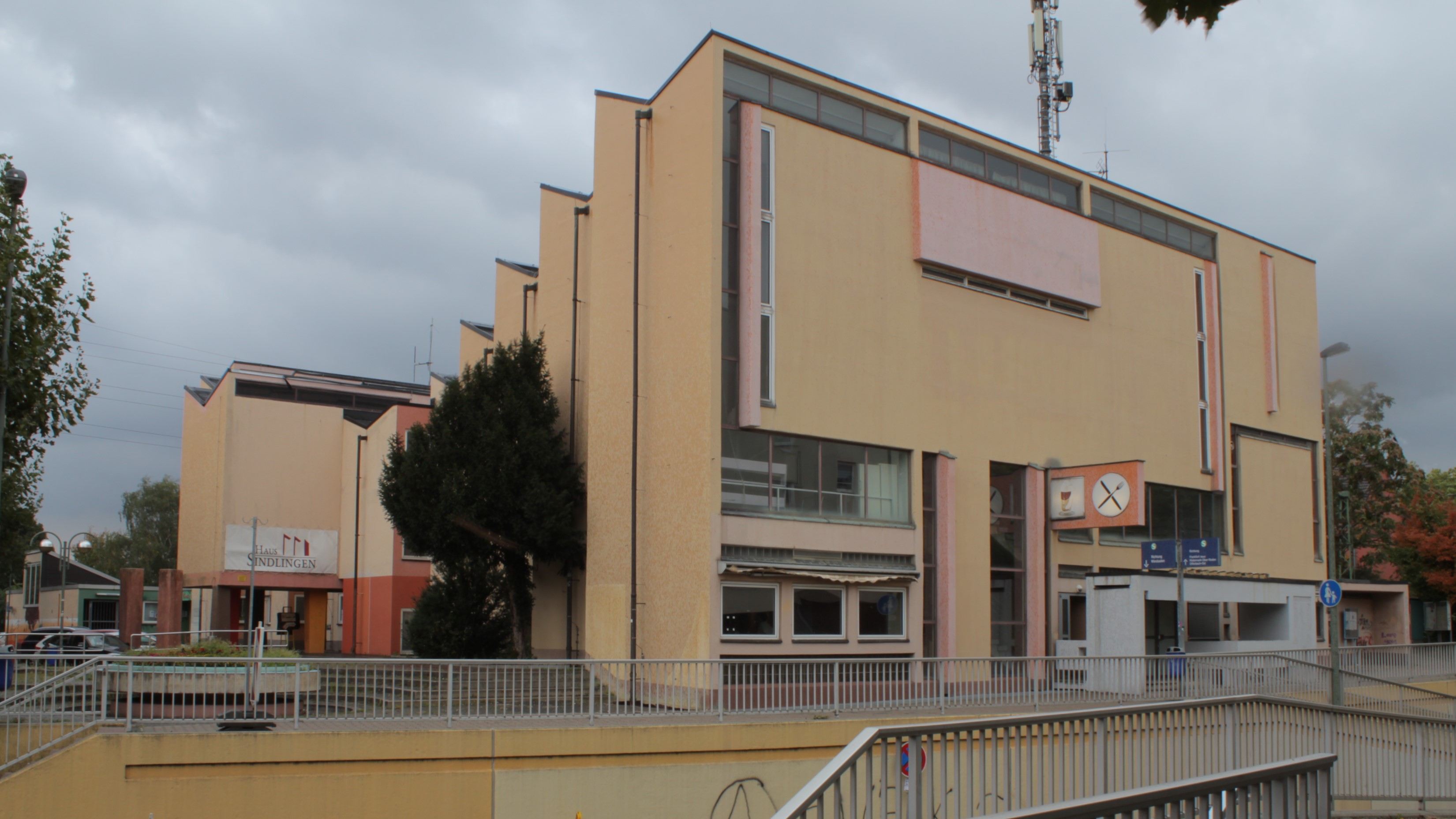
Haus Sindlingen, 2017
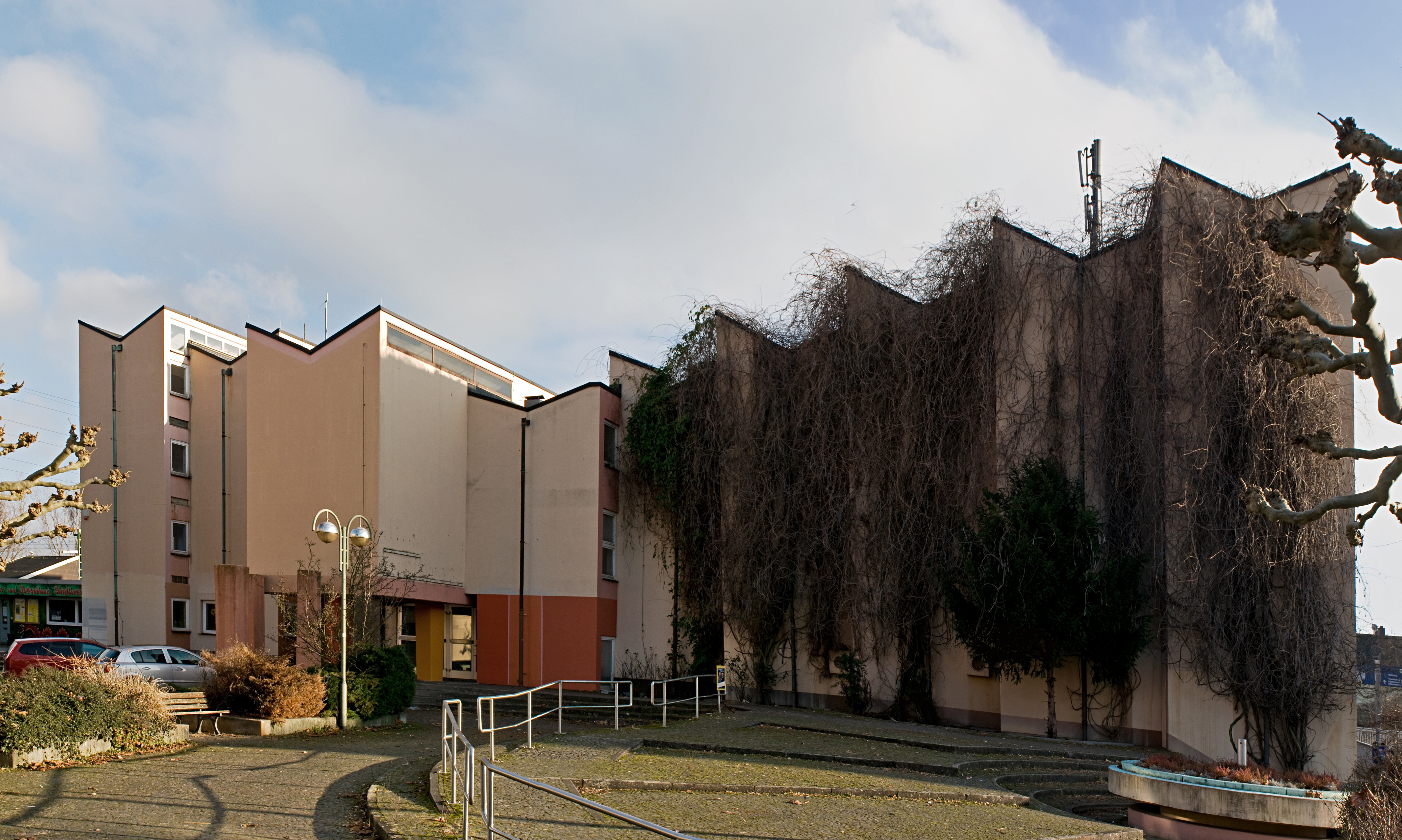
Haus Sindlingen, 2011